# Super Nova Racing

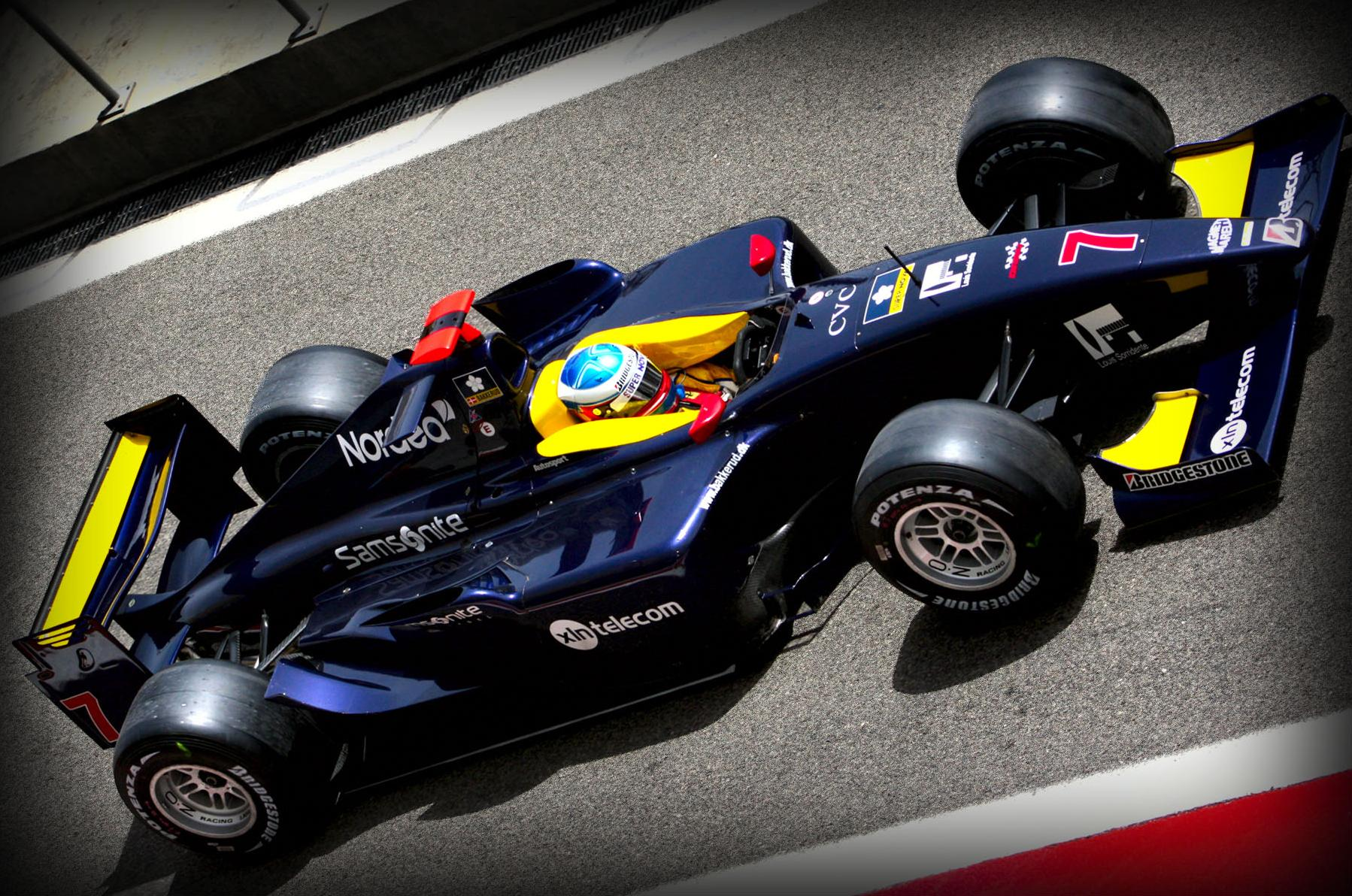
Christian Bakkerud im Super-Nova-Auto während der Asia-Serie der GP2-Serie

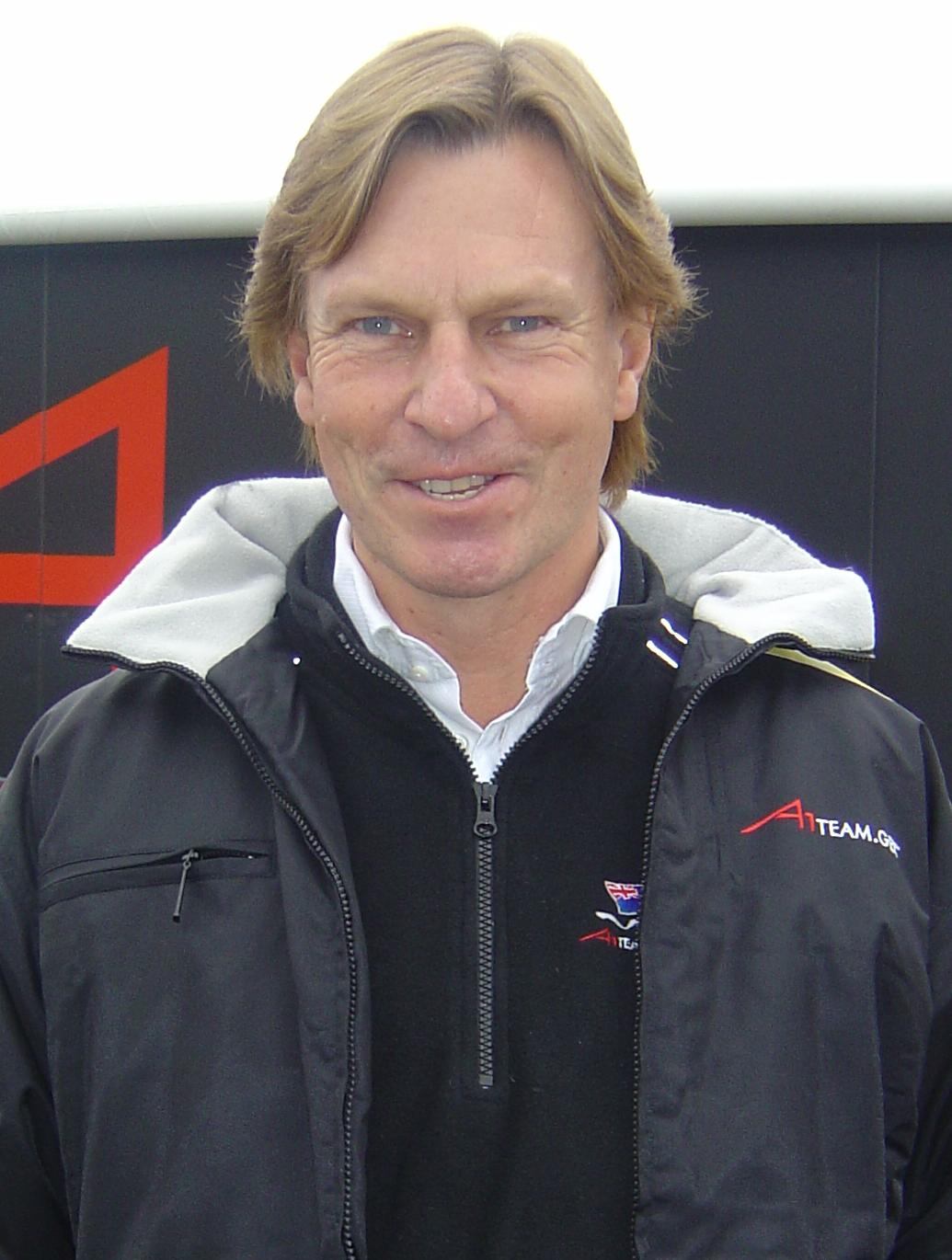
David Sears (2007)

Super Nova Racing war ein britisches Motorsportteam, das von 1994 bis 2014 in verschiedenen internationalen Rennserien aktiv war. Zuletzt betreute es die Einsätze des Trulli Formula E Teams in der FIA-Formel-E-Meisterschaft. Teamchef war David Sears.

## Geschichte
Super Nova Racing wurde 1991 gegründet. Das Team ging aus dem Team David Sears Motorsport hervor und wurde von Nova, einer in Japan tätigen Sprachschulkette, gesponsert.

### Formel 3000
Super Nova fuhr von 1994 bis 2004 in der internationalen Formel-3000-Meisterschaft. In elf Formel-3000-Saisons gewann Super Nova fünfmal die Teamwertung, vier Titel der Fahrerwertung, 27 Rennen und 26 Pole-Positionen. Zusammen mit DAMS und Arden International gehört Super Nova deshalb zu den besten Formel-3000-Teams.

### GP2-Serie
Super Nova nahm von 2005 bis 2011 an der GP2-Serie teil. In der Saison 2008 fuhren zunächst Christian Bakkerud und Álvaro Parente für das Team; Bakkerud wurde nach dem dritten Rennwochenende durch Andy Souček ersetzt. Das Team startete mit Bakkerud und Fairuz Fauzy auch in der 2008 erstmals ausgetragenen GP2-Asia-Serie. In der zweiten Saison dieser Rennserie ist Super Nova mit Javier Villa und James Jakes vertreten.

### A1GP
Das Team hat bislang auch an allen Saisons des A1 Grand Prix teilgenommen. Seit der ersten Saison 2005/2006 stellt Super Nova den Rennstall für das A1 Team Deutschland, das die Rennserie 2006/2007 gewinnen konnte. Seit jener Saison ist Super Nova auch für das A1 Team Neuseeland tätig. In der Saison 2005/2006 stellte es außerdem den Rennstall für das A1 Team Pakistan.

### Formel E
In der neugegründeten FIA-Formel-E-Meisterschaft übernahm Super Nova ab der Saison 2014/15 die Betreuung der Renneinsätze des Trulli Formula E Team. 2015 trat das Team nicht mehr an. Seitdem gibt es keine Rennaktivitäten mehr.

## Statistik

### GP2-Serie
| GP2-Serie Ergebnisse | GP2-Serie Ergebnisse | GP2-Serie Ergebnisse | GP2-Serie Ergebnisse | GP2-Serie Ergebnisse | GP2-Serie Ergebnisse | GP2-Serie Ergebnisse |
| Jahr                 | Fahrer               | Siege                | Poles                | Punkte               | F.-W.                | T.-W.                |
| -------------------- | -------------------- | -------------------- | -------------------- | -------------------- | -------------------- | -------------------- |
| 2005                 | Adam Carroll         | 3                    | 1                    | 53                   | 5.                   | 3.                   |
| 2005                 | Giorgio Pantano      | 0                    | 1                    | 49                   | 6.                   | 3.                   |
| 2006                 | José María López     | 0                    | 1                    | 30                   | 10.                  | 9.                   |
| 2006                 | Fairuz Fauzy         | 0                    | 0                    | 0                    | 24.                  | 9.                   |
| 2007                 | Luca Filippi         | 1                    | 2                    | 59                   | 4.                   | 4.                   |
| 2007                 | Mike Conway          | 0                    | 0                    | 19                   | 14.                  | 4.                   |
| 2008                 | Christian Bakkerud   | 0                    | 0                    | 0                    | 27.                  | 7.                   |
| 2008                 | Andy Souček          | 0                    | 0                    | 13                   | 14.                  | 7.                   |
| 2008                 | Álvaro Parente       | 1                    | 0                    | 34                   | 8.                   | 7.                   |

- F.-W.=Fahrerwertung, T.-W.=Teamwertung

### GP2 Asia-Serie
| GP2-Asia-Serie Ergebnisse | GP2-Asia-Serie Ergebnisse | GP2-Asia-Serie Ergebnisse | GP2-Asia-Serie Ergebnisse | GP2-Asia-Serie Ergebnisse | GP2-Asia-Serie Ergebnisse | GP2-Asia-Serie Ergebnisse |
| Jahr                      | Fahrer                    | Siege                     | Poles                     | Punkte                    | F.-W.                     | T.-W.                     |
| ------------------------- | ------------------------- | ------------------------- | ------------------------- | ------------------------- | ------------------------- | ------------------------- |
| 2008                      | Christian Bakkerud        | 0                         | 0                         | 0                         | NC                        | 6.                        |
| 2008                      | Fairuz Fauzy              | 1                         | 0                         | 24                        | 4.                        | 6.                        |
| 2008/2009                 | Javier Villa              |                           |                           |                           |                           |                           |
| 2008/2009                 | James Jakes               |                           |                           |                           |                           |                           |

- F.-W.=Fahrerwertung, T.-W.=Teamwertung

### Formel 3000
| Formel 3000 Ergebnisse | Formel 3000 Ergebnisse | Formel 3000 Ergebnisse | Formel 3000 Ergebnisse | Formel 3000 Ergebnisse | Formel 3000 Ergebnisse | Formel 3000 Ergebnisse |
| Jahr                   | Fahrer                 | Siege                  | Poles                  | Punkte                 | F.-W.                  | T.-W.                  |
| ---------------------- | ---------------------- | ---------------------- | ---------------------- | ---------------------- | ---------------------- | ---------------------- |
| 1994                   | Vincenzo Sospiri       | 0                      | 0                      | 24                     | 4.                     | 4.                     |
| 1994                   | Taki Inoue             | 0                      | 0                      | 0                      | NC                     | 4.                     |
| 1995                   | Vincenzo Sospiri       | 3                      | 0                      | 42                     | 1.                     | 1.                     |
| 1995                   | Ricardo Rosset         | 2                      | 1                      | 29                     | 2.                     | 1.                     |
| 1996                   | Kenny Bräck            | 3                      | 3                      | 49                     | 2.                     | 1.                     |
| 1996                   | Marcos Gueiros         | 0                      | 0                      | 20                     | 5.                     | 1.                     |
| 1997                   | Ricardo Zonta          | 3                      | 4                      | 39                     | 1.                     | 1.                     |
| 1997                   | Laurent Redon          | 0                      | 0                      | 10                     | 9.                     | 1.                     |
| 1998                   | Juan Pablo Montoya     | 4                      | 7                      | 65                     | 1.                     | 1.                     |
| 1998                   | Boris Derichebourg     | 0                      | 0                      | 5                      | 12.                    | 1.                     |
| 1999                   | Jason Watt             | 2                      | 1                      | 30                     | 2.                     | 2.                     |
| 1999                   | David Saelens          | 0                      | 0                      | 8                      | 9.                     | 2.                     |
| 1999                   | Ricardo Maurício       | 0                      | 0                      | 0                      | 21. †                  |                        |
| 2000                   | Nicolas Minassian      | 3                      | 0                      | 45                     | 2.                     | 1.                     |
| 2000                   | David Saelens          | 0                      | 2                      | 15                     | 6.                     | 1.                     |
| 2001                   | Mark Webber            | 3                      | 2                      | 39                     | 2.                     | 3.                     |
| 2001                   | Mario Haberfeld        | 0                      | 0                      | 3                      | 15.                    | 3.                     |
| 2002                   | Sébastien Bourdais     | 3                      | 6                      | 56                     | 1.                     | 3.                     |
| 2002                   | Tiago Monteiro         | 0                      | 0                      | 2                      | 13.                    | 3.                     |
| 2003                   | Enrico Toccacelo       | 1                      | 0                      | 30                     | 6.                     | 5.                     |
| 2003                   | Nicolas Kiesa          | 0                      | 0                      | 1                      | 7. †                   | 5.                     |
| 2003                   | Derek Hill             | 0                      | 0                      | 4                      | 16.                    | 5.                     |
| 2003                   | Sam Hancock            | 0                      | 0                      | 0                      | NC                     | 5.                     |
| 2004                   | Patrick Friesacher     | 0                      | 0                      | 9                      | 5. †                   | 8.                     |
| 2004                   | Jeffrey Van Hooydonk   | 0                      | 0                      | 2                      | 11. †                  | 8.                     |
| 2004                   | Alan van der Merwe     | 0                      | 0                      | 2                      | 14.                    | 8.                     |
| 2004                   | Can Artam              | 0                      | 0                      | 0                      | NC †                   | 8.                     |

- † Fahrer, die in dieser Saison auch für andere Team fuhren. Der Rang in der Fahrerwertung bezieht sich auf die gesamte Saison.
- F.-W.=Fahrerwertung, T.-W.=Teamwertung

### A1 Grand Prix
| A1 Grand Prix Ergebnisse | A1 Grand Prix Ergebnisse | A1 Grand Prix Ergebnisse | A1 Grand Prix Ergebnisse | A1 Grand Prix Ergebnisse | A1 Grand Prix Ergebnisse |
| Jahr                     | Team                     | Siege                    | Poles                    | Punkte                   | T.-W.                    |
| ------------------------ | ------------------------ | ------------------------ | ------------------------ | ------------------------ | ------------------------ |
| 2005/2006                | A1 Team Deutschland      | 0                        | 0                        | 38                       | 15.                      |
| 2005/2006                | A1 Team Pakistan         | 0                        | 0                        | 10                       | 20.                      |
| 2006/2007                | A1 Team Deutschland      | 9                        | 3                        | 128                      | 1.                       |
| 2006/2007                | A1 Team Neuseeland       | 3                        | 2                        | 93                       | 2.                       |
| 2007/2008                | A1 Team Deutschland      | 2                        | 1                        | 83                       | 8.                       |
| 2007/2008                | A1 Team Neuseeland       | 4                        | 2                        | 127                      | 2.                       |

T.-W.= Teamwertung